# Sebbersund
Sebbersund er en by i Himmerland med 341 indbyggere  (2024), beliggende på vestsiden af Sebber Sund, 22 km øst for Løgstør, 23 km nord for Aars, 6 km sydvest for Nibe og 28 km sydvest for Aalborg. Byen hører til Aalborg Kommune og ligger i Region Nordjylland. I 1970-2006 hørte byen til Nibe Kommune.
Sebbersund hører til Sebber Sogn. Sebber Kirke ligger 2 km vest for byen ved Sebber Kloster.

## Faciliteter
Kulturbrugsen er både et forsamlingshus og et kulturhus, der blev indviet i 2017. Huset har en stor sal til 100 personer og en lille sal til 30 personer. Desuden kan der lejes dobbeltværelser på 1. sal.

## Historie

### Navnets betydning
I 1268 forekommer navnet Syberhu el. Sibørhu. Forleddet si- kan bl.a. betyde "sivning", og sidste led betyder "bjerg". Det er naturligvis det 31 m høje Sankt Nicolaj Bjerg lige vest for byen, hvor der springer flere kilder, så byens navn kan betyde "bjerget, hvor der siver vand".

### Handelspladsen
I starten af 1990'erne blev der mellem byen Sebbersund og Sankt Nicolaj Bjerg fundet spor efter en handelsplads fra yngre jernalder og vikingetid. Handelspladsen opdeles i tre områder: Mod nord et område med huse, i midten håndværker- og markedspladsen og mod syd en tidlig kristen stavkirke med tilhørende kirkegård. Der har også ligget en stenkirke på nordspidsen af Sankt Nikolaj Bjerg. Arkæologerne har udgravet 80 grubehuse, og luftfotos viser at der er mange flere. Grubehusene blev - efter at være fraflyttet - benyttet som affaldsgruber. Dette affald er i de forløbne tusind år omdannet til muld, og da handelspladsen ligger på en odde dannet af sand, fremtræder omridset af disse huse nu tydeligt i kornet. Der er udgravet et håndværkerområde med spor efter metalforarbejdning og fundet spor efter 2 kirker og en kristen gravplads med mellem 800 og 1.000 grave. De døde er alle begravet i øst-vestvendte grave med hovedet i vest. Stort set alle har haft en "pude" af græstørv under nakken, så hovedet stod næsten lodret for at den døde kunne se mod øst, hvorfra opstandelsen ventes på den yderste dag. Da det er kristne grave, er der ingen gravgaver. Kun lidt under halvdelen af de døde blev begravet i kister. Resten har muligvis været svøbt. Kisterne ser ud til at være lavet af materiale, man havde ved hånden eller let kunne skaffe, såsom skibstømmer. Små stammebåde, samt stævne af mindre både er også anvendt som kister. Til barnekister var blandt andet anvendt dej- og slagtertrug. En meget fin, stensat kristen grav kan dateres til ca. år 900, altså tidligere end den store Jellingsten, som Harald Blåtand rejste i 965 for at bekendtgøre kristendommens indtog i Danmark generelt. Sider og låg er af kløvet granit, mens der i vestenden er placeret en stor kridtblok med en udhugget niche til hovedet. Kisten er tætnet med mørtel. I stenkisten lå et velbevaret skelet af en ældre mand, sandsynligvis en højtstående gejstlig tilknyttet kirken i Sebbersund.
Kirkerne og gravpladsen er blandt de tidligste eksempler på kristendommens udbredelse i Danmark. Omkring år 1100 forsvandt handelspladsen fra området ved Sebbersund, sandsynligvis fordi Limfjordens åbning mod Skagerrak sandede til. Sebbersund var en regional sæsonmarkedsplads med internationale forbindelser, idet folk fra det nuværende Sydvestnorge og den nordlige del af De Britiske Øer mødtes med handlende fra Nørrejylland. Fundmaterialet består af klæbersten (fedtsten) fra Sydnorge, beregnet til gryder; skifer til hvæssesten (slibesten) fra Syd- og Vestnorge; jernbarrer fra Setesdalen (jernudvinding er kendt fra vintersportsstedet Hovden) og fra den sydlige del af Telemarken. Fra omkring år 1000 finder vi også kværnsten af glimmerskifer med røde granater, fra stenbrud ved Sognefjorden, og smykker fra De Britiske Øer. I bytte har man nok tilbudt landbrugsvarer og håndværksprodukter fra Sebbersunds værksteder.
På pladsen, hvor udgravningerne var foretaget, opførte en frivillig arbejdsgruppe i 1999 et grubehus fra vikingetiden. Det er nu blevet til Sebbersund Vikingeby ½ km nordvest for selve byen.

### Broerne
Den første bro over sundet blev bygget i 1880. Materiale til broen blev hentet fra Sankt Nicolaj Bjerg, hvor der i tidens løb er lavet store indhug på begge sider af bjerget. Rester af den første stenkirke på bjerget blev også anvendt som fyld. Den første bro var betalingsbro frem til 1900. I 1933 blev en ny bro bygget på fundamentet af den gamle. Denne bro blev i 1964-65 tilrigget med en nødbro med et spor oven på den gamle og forsynet med lysregulering. I byggeperioden skulle man omkring Halkær for at komme til Nibe. I årene herefter var der en heftig debat om placeringen af en ny bro. I 1983 indviedes den nuværende bro, og den gamle bro blev fjernet i 1984.

### Jernbanen
Sebbersund havde station på Aalborg-Hvalpsund Jernbane (1899-1969). Banen gik på østsiden af sundet, 1 km fra byen. Stationen havde oprindeligt et læssespor på 73 m. Det blev i 1911 og 1918 forlænget til i alt 148 m.
Stationsbygningen er bevaret på Sebbersundvej 1. Efter nedlæggelsen af banen har Naturstyrelsen anlagt Naturstien Nibe-Hvalpsund, som er asfalteret og følger banetracéet mellem Nibe og Vegger.

## Kendte personer
- Birge Lønquist Hansen, bedre kendt som Jodle Birge (1945-2004) – sanger og komponist